# 1702 Калахарі
1702 Калахарі (1702 Kalahari) — астероїд головного поясу, відкритий 7 липня 1924 року.
Тіссеранів параметр щодо Юпітера — 3,266.